# 2014 QP441
2014 QP441, também escrito como 2014 QP441, é um troiano de Netuno que tem o mesmo período orbital que Netuno em seu ponto de Lagrange L4. Ele possui uma magnitude absoluta de 9,2 e tem um diâmetro com cerca de 67 km.

## Descoberta
2014 QP441 foi descoberto no ano de 2014.

## Órbita
A órbita de 2014 QP441 tem uma excentricidade de 0,068 e possui um semieixo maior de 30,076 UA. O seu periélio leva o mesmo a uma distância de 28,031 UA em relação ao Sol e seu afélio a 32,121 UA.